# Rue des Canettes
La rue des Canettes est une rue du 6e arrondissement de Paris, en France.

## Situation et accès

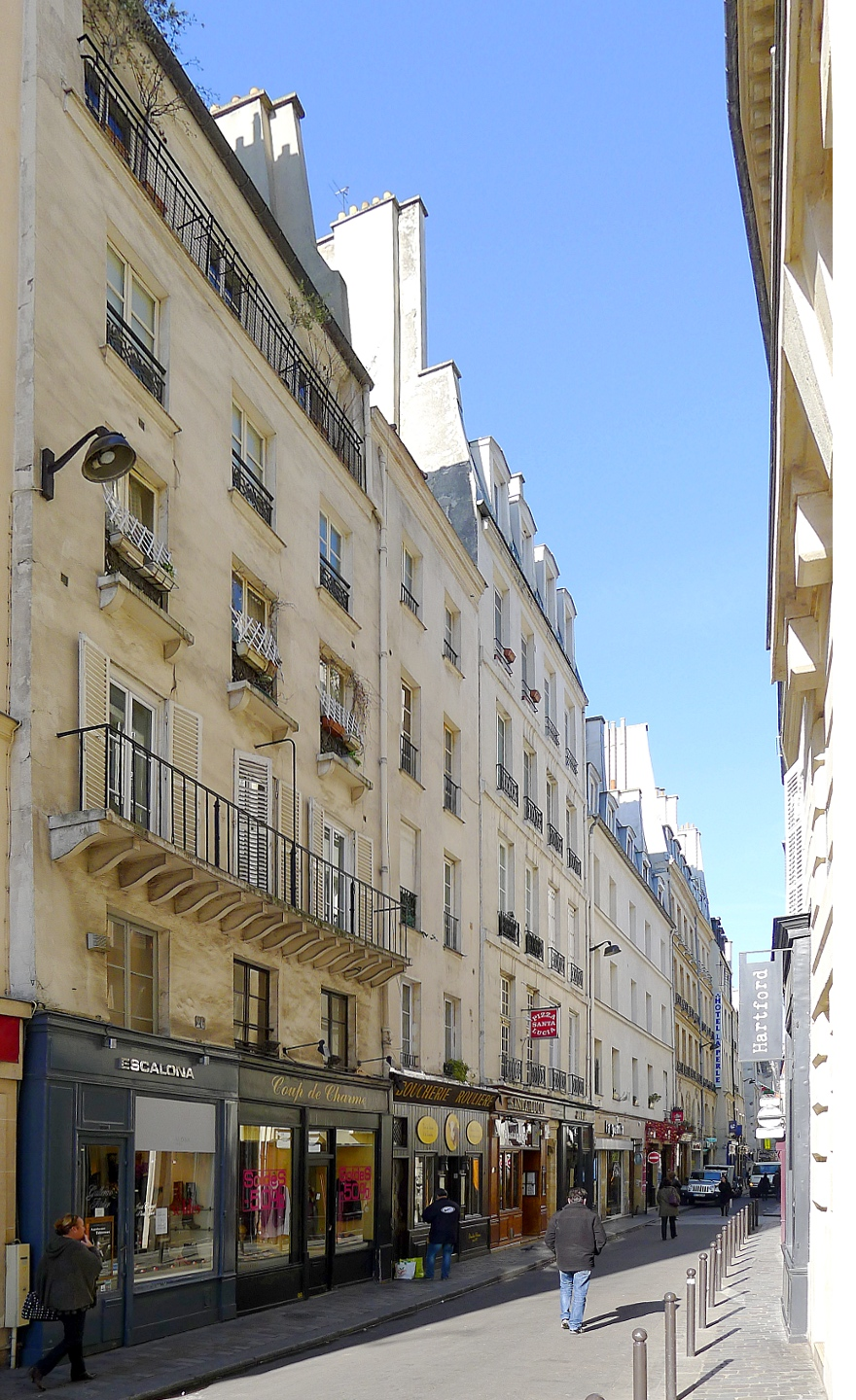
Rue des Canettes vue de la place Saint-Sulpice.

La rue des Canettes est une voie globalement orientée nord-sud, située dans le centre du 6e arrondissement de Paris. D'une longueur de 132 m, elle relie la rue du Four, au nord, à la place Saint-Sulpice, au sud.
La rue Guisarde débouche sur le côté est de la rue, un peu avant sa moitié. Au sud, son intersection avec le coin nord-est de la place Saint-Sulpice est partagée avec la rue Saint-Sulpice.

## Origine du nom
La rue tient son nom de l'enseigne située au no 18 de la rue qui représente des canettes à la surface de l'eau. L'enseigne et la façade de l'immeuble sont inscrites aux monuments historiques depuis 1975.

## Historique

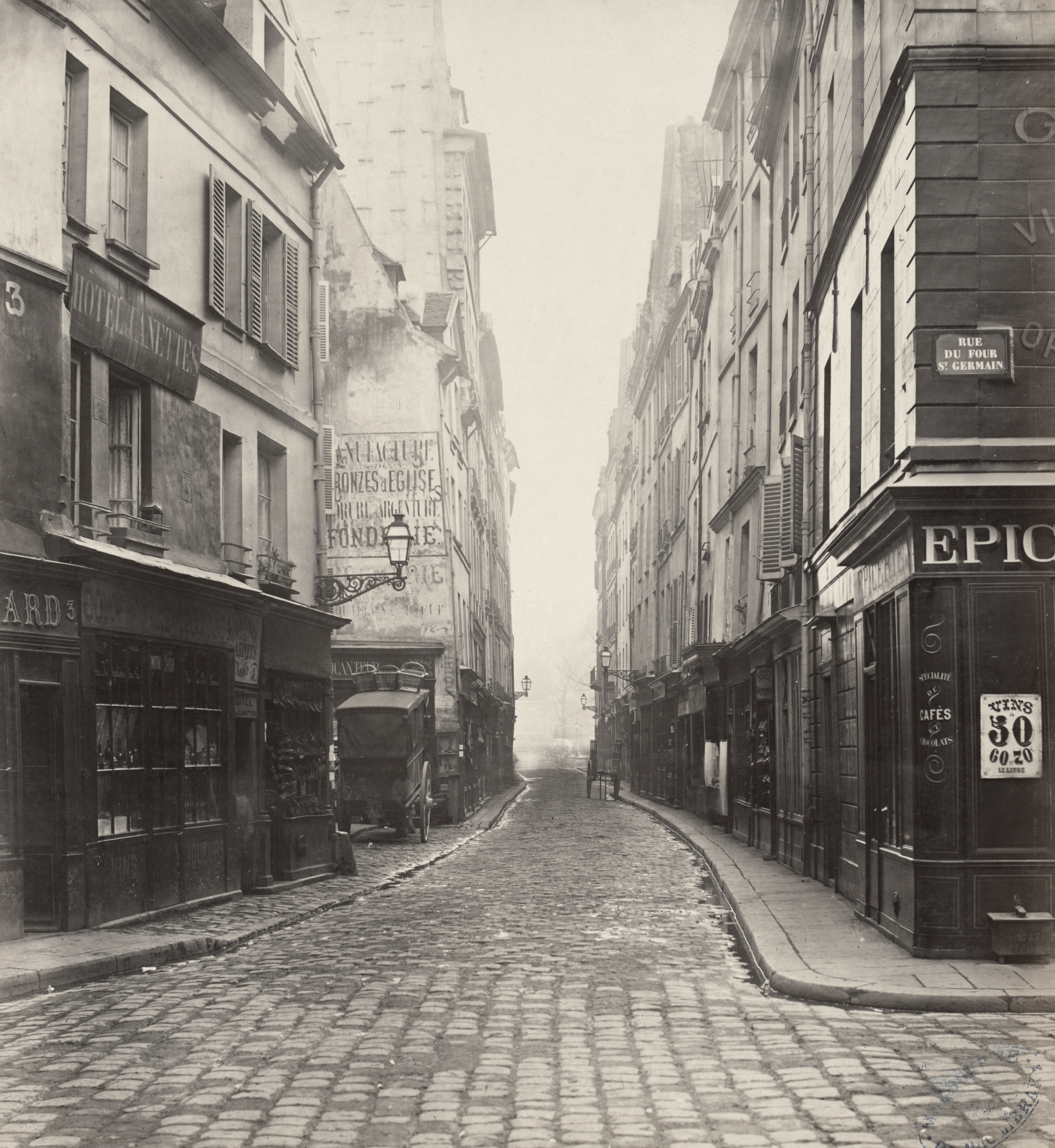
Rue des Canettes vue depuis la rue du Four (photographie de Charles Marville).

La rue existe déjà au XIIIe siècle : vers 1260, elle s'appelle « rue Saint-Soulpice ». Au XIVe siècle, la rue devient « rue Neuve-Saint-Sulpice ». Vers 1540, elle se serait appelée « rue Viracoublé », du nom d'un hôtel particulier qui le portait ; le nom de rue du Trou Punais aurait également été utilisé. Elle prend son nom actuel en 1636.

## Histoire politique de la rue des Canettes
Le Club de l'horloge est cofondé dans cette rue le 10 juillet 1974, lors d'une réunion au domicile d'Yvan Blot en présence de Jean-Yves Le Gallou et Henry de Lesquen.
Depuis le début des années 2010, la rue des Canettes est un lieu emblématique de rassemblement de la jeunesse de droite et d'extrême droite parisienne comme le rappellent notamment les journalistes Nicolas Massol et Marylou Magal dans leur livre Extrême droite, nouvelle génération,. Ils se retrouvent notamment au Chai Antoine ou à la Cave Saint Germain,,.
La rue des Canettes a été un lieu incontournable de la jeune génération intellectuelle de droite, tendance eurosceptique, au milieu des années 2010. « C’était le rendez-vous de toute cette jeunesse patriote souverainiste, qui allait des membres de Critique de la raison européenne, aficionados de Jacques Sapir et d’Emmanuel Todd, en passant par la Droite populaire de Thierry Mariani, les jeunes de Debout la République de Dupont-Aignan jusqu'aux militants du Front national de la jeunesse », relate Gaëtan Dussausaye auprès du journal Marianne en 2022,.
Dans son livre Ce que je cherche, l'homme politique Jordan Bardella consacre un chapitre à la rue des Canettes, dans lequel il décrit cette « Génération rue des Canettes » composée de « jeunes idéalistes [...] animés par un même idéal de justice et de patriotisme ». Il rappelle que ces jeunes se retrouvent au Chai Antoine et à La Cave Saint-Germain et cite dans son livre des personnalités comme Alexandre Loubet, Sarah Knafo, Pierre Gentillet ou encore Pierre-Romain Thionnet parmi les membres de cette génération. Il clôture ce chapitre en considérant que « la Rue des Canettes aura fait naître une véritable « promo » qui se hisse peu à peu en première ligne du paysage politique français ».

## Bâtiments remarquables et lieux de mémoire
- À un numéro inconnu a habité Richard Descoings dans les années 1980[13].
- À la mort de Marcel Proust, sa servante dévouée Céleste Albaret ouvre, avec son mari, l'hôtel Alsace Lorraine, rebaptisé Hôtel La Perle, situé rue des Canettes.
- En 2008, Libération a prétendu qu'un agent du MI6 (service de renseignements étrangers en Grande Bretagne), Tom Black, y habitait au numéro 16[réf. nécessaire].
- Le photographe suédois Christer Strömholm y a habité dans les années 1970.
- Une scène du film Paris nous appartient (sorti en 1961) de Jacques Rivette est tournée dans la rue des Canettes, avec un plan sur la plaque de la voie.
- Le poète Gabriel-Tristan Franconi est né au no 13, où une plaque lui rend hommage.

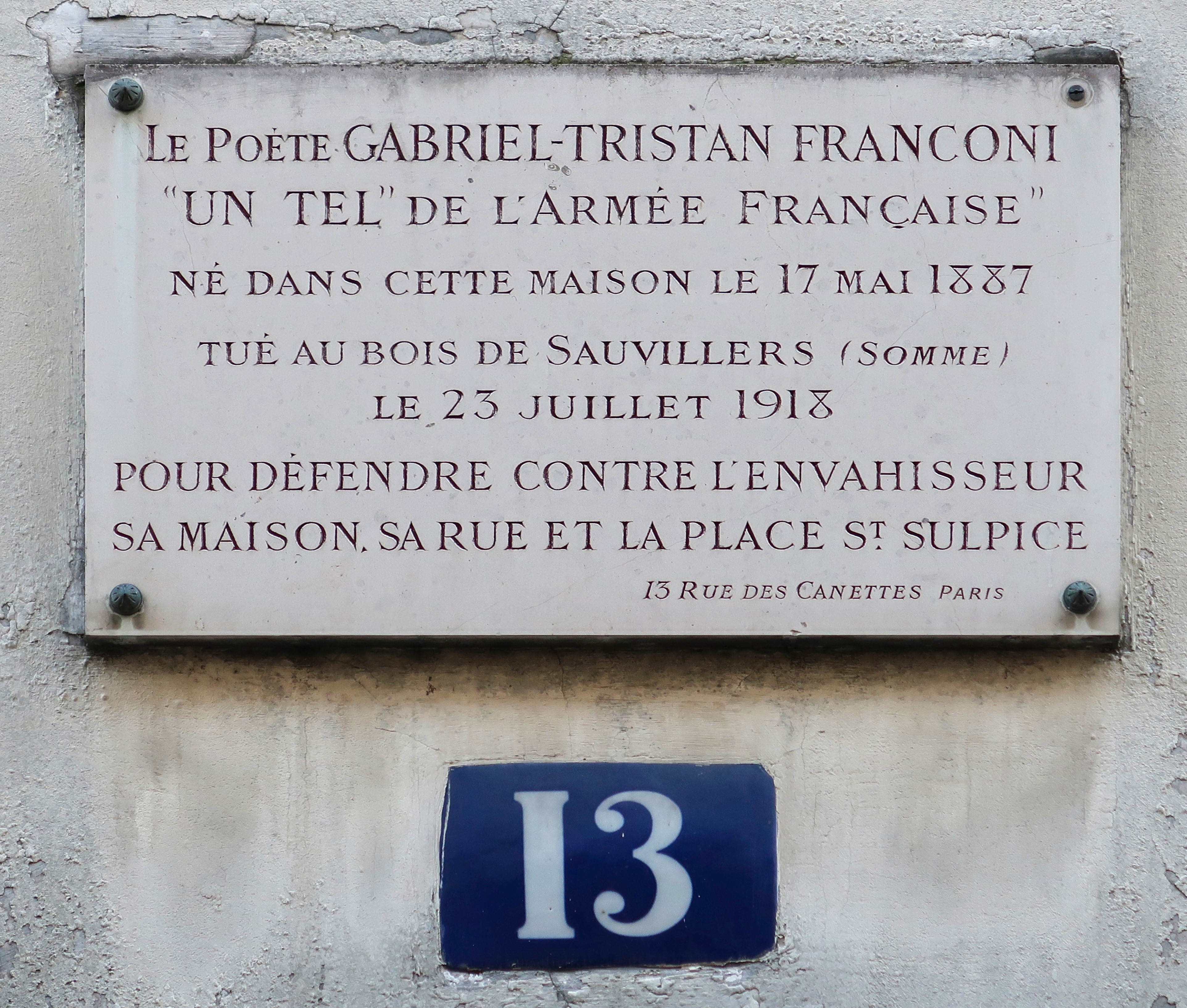
Plaque au no 13.